# Silvio Politano
Silvio Politano (n. Buenos Aires, Argentina, 16 de julio de 1890) fue un futbolista amateur del Club Atlético River Plate y jugó allí entre 1908 y 1911.

## Carrera
Era un delantero goleador, aunque también llegó a jugar como zaguero. 
Comenzó su carrera en 1904 en Barracas Central, en ese año, fue campeón amateur. En 1905 jugó para Estudiantil Porteño y conquista lo que se llamaba campeonato de menores. En 1906 militaba en el Nacional de Buenos Aires, ganando el torneo del ascenso. Un año más tarde, con el mismo equipo, consigue el campeonato de manera invicta. A principios de 1908 fue transeferido al River Plate junto a otros 5 compañeros del Nacional. Con 18 años fue el gran héroe del ascenso a Primera de River en 1908.  y fue importantísimo en las finales con Racing Club : metió el un gol desde cuarenta metros en el primer partido para poner el 2-1 a favor del Millonario en tiempo suplementario, aunque ese partido sería suspendido y se volvería a jugar volviendo a ganar River, en esta ocasión por 7 a 1 con 4 tantos de Politano siendo la gran figura del cotejo. River Plate le dio una pensión de por vida. En 1912 consigue otro ascenso pero con la camiseta de Hispano argentino, club del cual fue fundador. También jugó en Everton de Gerli e Independiente.

## Clubes
| Club                     | País      | Año         |
| ------------------------ | --------- | ----------- |
| Barracas Central         | Argentina | 1904        |
| Estudiantil Porteño      | Argentina | 1905        |
| Nacional de Buenos Aires | Argentina | 1906-1908   |
| River Plate              | Argentina | 1908-1911   |
| Hispano Argentino        | Argentina | -1912-1913  |
| Everton de Gerli         | Argentina | - 1914-1915 |
| Independiente            | Argentina | - 1916-1918 |

## Palmarés
| Título                              | Club                | País      | Año  |
| ----------------------------------- | ------------------- | --------- | ---- |
| Campeonato de menores (Era Amateur) | Estudiantil Porteño | Argentina | 1905 |
| Ascenso a 1°(Era Amateur)           | River Plate         | Argentina | 1908 |
| Ascenso a 1°(Era Amateur)           | Hispano Argentino   | Argentina | 1912 |